# Bernd Thijs
Bernd Thijs (Hasselt, 28 de Junho de 1978) é um futebolista belga.